# Дрізд болівійський
Дрізд болівійський (Turdus haplochrous) — вид горобцеподібних птахів родини дроздових (Turdidae). Цей рідкісний, малодосліджений вид є ендеміком Болівії.

## Поширення і екологія
Болівійські дрозди мешкають на південному сході Бені та на заході Санта-Крусу. Вони живуть у вологих тропічних лісах і рідколіссях, в заболочених і варзейських лісах (тропічних лісах у заплавах Амазонки і її притоків). Зустрічаються на висоті від 250 до 350 м над рівнем моря.

## Збереження
МСОП класифікує стан збереження цього виду як близький до загрозливого. За оцінками дослідників, популяція болівійських дроздів становить від 10 до 20 тисяч птахів. Їм може загрожувати знищення природного середовища.